# グリエルモ・マルコーニ級潜水艦
| グリエルモ・マルコーニ級潜水艦                                                         | グリエルモ・マルコーニ級潜水艦 |
| -------------------------------------------------------------------------------------- | --- |
| 本型「レオナルド・ダ・ヴィンチ」の艦形を示した図。前甲板に乗っているのはCA型小型潜水艇 | |
| 艦級概観                                                                               | |
| 艦種                                                                                   | 潜水艦 |
| 艦名                                                                                   | |
| 前級                                                                                   | コンソーレ・ジェネラーレ・リウッツィ級 |
| 次級                                                                                   | アミラリオ級 |
| 性能諸元                                                                               | |
| 排水量                                                                                 | 水上：1,036トン 水中：1,460トン |
| 全長                                                                                   | 76.5m |
| 全幅                                                                                   | 7.9m |
| 吃水                                                                                   | 水上：4.72m |
| 機関                                                                                   | 水上：C.R.D.A式ディーゼル機関2基 水中：マレリ式電気モーター2基 2軸推進                                                                       |
| 最大出力                                                                               | 水上：3,250hp 水中：1,500hp |
| 最大速力                                                                               | 水上18ノット 水中：8ノット |
| 航続距離                                                                               | 水上：8ノット/10,500海里（19,500km） 水中：8ノット/110海里（200km）                                                                          |
| 乗員                                                                                   | 57名 |
| 兵装                                                                                   | OTO 1931年型 10cm（47口径）単装速射砲1基 1931年型 13.2mm（75.7口径）単装機銃4丁 53.3cm水中魚雷発射管単装6門（前部4門、後部2門） 搭載魚雷12本 |

グリエルモ・マルコーニ級潜水艦 (Sommergibili Classe Guglielmo Marconi) はイタリア海軍の潜水艦で、第二次世界大戦で用いられた。

## 概要
設計はマルチェロ級潜水艦を受け継いだもので、大西洋で活動することを目的に設計された大型潜水艦となっている。就役は1940年で、全6隻が建造された。第二次世界大戦でイタリアが降伏するまでに「ルイージ・トレッリ」以外の5隻は大西洋で戦没している。
なお「ルイージ・トレッリ」は、1943年に伊独海軍共同による遣日潜水艦作戦の一環として、日本軍が支配下においていたインド洋及び太平洋方面に派遣され、1943年8月より大日本帝国海軍のペナン基地を拠点として、インド洋での通商破壊作戦に従事していたが、1943年9月のイタリア降伏後にシンガポールで同盟国であった大日本帝国海軍に接収され、その後同じく同盟国であったドイツ海軍に譲渡された。同年9月10日にドイツ海軍の艦籍に入籍。ここでの戦果は特にない。
その後1945年5月のドイツ降伏に伴い、神戸川崎で整備中の本艦を大日本帝国海軍が接収し1945年（昭和20年）7月15日に艦籍に編入する。実戦に用いられることなくそのまま終戦を神戸で迎え、同年11月30日に除籍、1946年（昭和21年）4月16日に、紀伊水道で敗戦に伴う武装解除を受けて連合国によって海没処分された。

## 同型艦
- グリエルモ・マルコーニ
- アレッサンドロ・マラスピーナ
- マッジョーレ・バラッカ
- ミケーレ・ビアンキ
- レオナルド・ダ・ヴィンチ
- ルイージ・トレッリ（ → ドイツ海軍UIT25 → 日本海軍伊五〇四）

## 参考図書
- 「世界の艦船増刊第20集　第２次大戦のイタリア軍艦」（海人社）